# Joseph Dean
Joseph Jabez Dean, baron Dean of Beswick (ur. 3 czerwca 1922 w Manchester, zm. 26 lutego 1999) – brytyjski polityk Partii Pracy, deputowany Izby Gmin, par.

## Działalność polityczna
W okresie od 28 lutego 1974 do 9 czerwca 1983 reprezentował okręg wyborczy Leeds West w brytyjskiej Izbie Gmin. Od 1983 do śmierci w 1999 zasiadał w Izbie Lordów.